# Prima Repubblica d'Ungheria
La Repubblica Popolare di Ungheria (in ungherese Magyar Népköztársaság) o Prima Repubblica d'Ungheria fu il nome riservato alla repubblica di breve durata rimasta in essere in Ungheria nel 1918-1919 e nel 1919-1920, con un breve intermezzo tra febbraio e agosto 1919 rappresentato dalla costituzione di una repubblica comunista.
Istituita dopo lo scioglimento dell'Impero austro-ungarico il 16 novembre 1918 e la proclamazione dell'indipendenza dell'Ungheria dall'impero, fu coordinata inizialmente da un comitato nazionale composto dalla coalizione dei partiti socialdemocratico, radicale e Mihály Károlyi. I principali rappresentanti politici si proposero come obiettivi il bisogno di riformare lo Stato, la necessità di mantenere l'integrità dei confini precedenti allo scoppio della prima guerra mondiale e il tentativo di negoziare la pace con la Triplice intesa. Di fronte all'impossibilità di preservare lo status antecedente al 1914, l'esecutivo in carica cedette il potere a una coalizione di comunisti e socialisti che proclamò la nascita della Repubblica Sovietica Ungherese nel marzo 1919. La repubblica popolare tornò a vivere poco tempo dopo a seguito della sconfitta delle forze armate magiare contro gli eserciti dei vicini Stati confinanti nell'agosto 1919, finendo infine rimpiazzata dal regno, rimasto in essere dal 1920 al 1946. La repubblica popolare in esame non va confusa con l'omonima denominazione riservata all'Ungheria durante il regime socialista (1949-1989).

## Storia

### Contesto storico
Il 31 ottobre 1918, una decina di giorni prima della conclusione della Grande guerra, fu istituito un governo di coalizione nella repubblica grazie alla stipula di un patto tra il Partito socialdemocratico, quello radicale e il partito di Mihály Károlyi. Quest'ultimo, principale esponente dell'ala sinistra degli Indipendenti, presiedette il nuovo gabinetto. Questi soggetti politici difesero poi l'adozione di un sistema politico democratico basato sulla giustizia sociale e sulla parità di trattamento delle minoranze.
Con le forze del vecchio regime paralizzate dalla sconfitta in guerra, la rivoluzione trionfò quasi incruenta. Il rappresentante paradigmatico di questi, il conte István Tisza, fu una delle poche vittime uccise del periodo di rivolta noto come rivoluzione dei crisantemi. L'opinione pubblica e la capitale sostennero in modo pressoché unanime il nuovo governo di Károlyi. Nelle campagne, le insurrezioni facilitarono il passaggio del potere ai consigli rivoluzionari durante quel periodo travagliato. Anche la destra era divisa tra i sostenitori di una piena restaurazione del vecchio ordine e quelli della destra radicale, i quali difendevano la necessità di alcune riforme. Poiché la loro forza si era indebolita, questi gruppi cercarono inizialmente di placare il nuovo regime.

### Governo Karolyi (1918-1919)

#### Proclamazione della repubblica

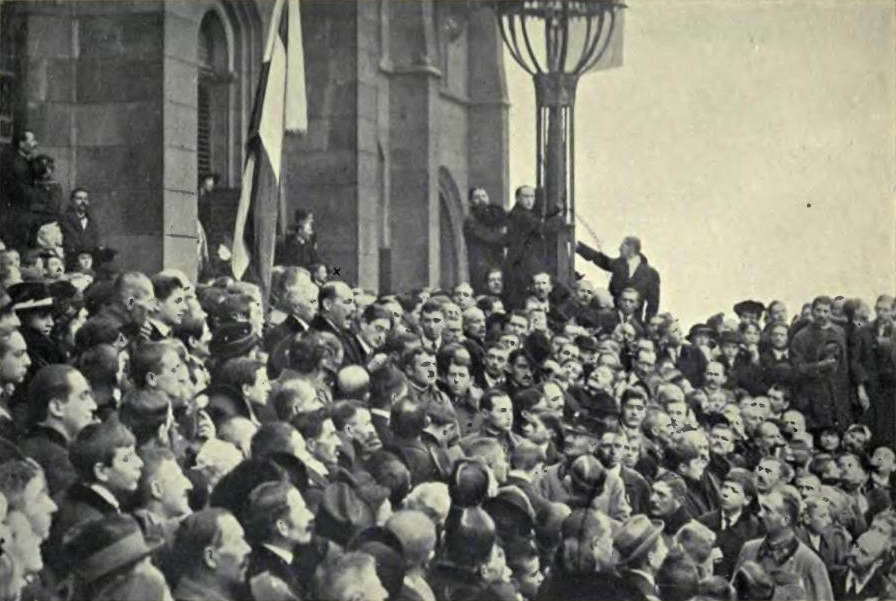
Mihály Károlyi rivolgendosi alla folla dai gradini del Parlamento dopo la proclamazione della repubblica. 16 novembre 1918

La giunta nazionale chiese sin dall'inizio la proclamazione della repubblica e l'abolizione della dinastia. Il rappresentante dell'imperatore austro-ungarico Carlo I e re d'Ungheria a Budapest, l'arciduca Giuseppe Augusto d'Asburgo-Lorena, convinto dell'impossibilità di preservare il sistema monarchico, tenne dei colloqui con il monarca e riuscì a convincerlo a liberare Károlyi e i suoi ministri dal loro giuramento di fedeltà il 1º novembre. Allo stesso modo, decise che dal 13 novembre avrebbe rinunciato a partecipare agli affari politici ungheresi e avrebbe accettato in anticipo la forma di Stato che la popolazione aveva deciso di adottare. Tre giorni dopo, il 16 novembre 1918 fu proclamata la nascita della repubblica popolare, con Károlyi che fu nominato presidente provvisorio, carica divenuta permanente l'11 gennaio 1919.

#### Situazione politica
Con la destra politica temporaneamente sconfitta e screditata, le redini del governo erano saldamente nelle mani della sinistra democratica. Per diversi mesi, la prospettiva della ripresa del potere da parte dei conservatori assunse le sembianze di una chimera. A differenza dei numerosi profughi, il resto del popolo si oppose alla prosecuzione della guerra, resistette con le armi alla spartizione del Paese e diede priorità alle riforme sociali ed economiche da tempo attese. Tale transizione storica non fu tuttavia caratterizzata da un completo stravolgimento; sebbene i ruoli chiave dell'esercito e dell'amministrazione fossero passati nelle mani dei sostenitori del governo, entrambi avevano ancora vari simpatizzanti del vecchio regime, i quali si opponevano alle riforme.
Durante il primo mese di governo, Károlyi, visto come colui che doveva applicare le riforme politiche ed economiche corrispondenti alle istanze dei diversi gruppi sociali, ricevette il sostegno della maggioranza di questi. I lavoratori urbani confidavano in una trasformazione socialista, mentre i contadini in una profonda riforma agraria e gli intellettuali nella democratizzazione della società. Károlyi era inoltre considerato l'unico politico capace di giungere a un accordo con i vincitori della prima guerra mondiale senza che si cristallizzasse una spartizione completa dell'Ungheria. La Triplice intesa, tuttavia, non riconobbe il governo di Károlyi, né soddisfece le speranze della popolazione di evitare di essere tra gli sconfitti e gli occupati.
Le speranze di cambiamento che sostenevano il gabinetto di Károlyi furono minate dal caos postbellico. A settembre circa 400.000 soldati avevano disertato e, nel mese successivo, il numero aumentò. Ai disertori si unirono i 725.000 prigionieri di guerra liberati dai sovietici durante l'autunno, di cui quasi mezzo milione provenienti dal territorio dell'ex regno. Alla fine di novembre, 700.000 soldati tornarono dal fronte e a dicembre più di 1.200.000 soldati erano stati smobilitati. Il caos causato da questi eventi, unito alle rivolte contadine, costrinse il governo a concentrarsi sul mantenimento dell'ordine e sulla protezione della proprietà con conseguente rinvio delle riforme, circostanza che fece scendere i consensi e favorì la destra. Il governo riteneva essenziale il mantenimento dell'ordine come simbolo del suo controllo del potere agli occhi degli Alleati e per evitare accuse di bolscevismo da parte dei paesi vicini.

#### Debolezze del governo
La debolezza del governo divenne presto evidente: la mancanza di un'organizzazione di massa che lo sostenesse, il controllo imperfetto delle istituzioni, la mancanza di una forza armata e di una polizia leale e il fallimento in politica estera furono le sue principali debolezze. Károlyi non poteva neanche contare su un'amministrazione competente e leale, piena di avventurieri, opportunisti e oppositori del nuovo regime. Anche le unità militari che lo avevano portato al potere non furono mai unificate per creare un esercito rivoluzionario leale, rimasero autonome e spesso fomentarono il caos. In generale, le unità rimaste veramente fedeli al governo erano estremamente poche. I tentativi di reclutamento fallirono a causa della durezza della vita militare, della mancata volontà dei sopravvissuti di partecipare ad altre lotte e dell'assenza di alternative disponibili per i potenziali volontari. Quattro ministri della Difesa si succedettero nei mesi della Repubblica Popolare e anche l'ultimo, il socialista Vilmos Böhm, non riuscì a creare un esercito proletario sul modello austriaco in assenza di volontari.
Divenne sempre più chiaro che l'esecutivo doveva scegliere tra il fare affidamento su ex ufficiali dell'esercito imperiale o su unità fedeli ai socialisti, gli unici in grado di allestire delle unità per porre fine al caos del dopoguerra. Károlyi optò per quest'ultima soluzione, ma non raggiunse il suo obiettivo di controllare l'alleanza.

#### Tentativi di accordo
Nonostante la sconfitta riportata nella prima guerra mondiale, la mentalità di molti politici magiari non era cambiata riguardo al bisogno di non subire perdite territoriali. Nell'autunno del 1918, tuttavia, l'intellighenzia era divisa tra sostenitori del precedente sistema di controllo politico magiaro totale e un numero crescente di cittadini convinti del bisogno di una riforma.

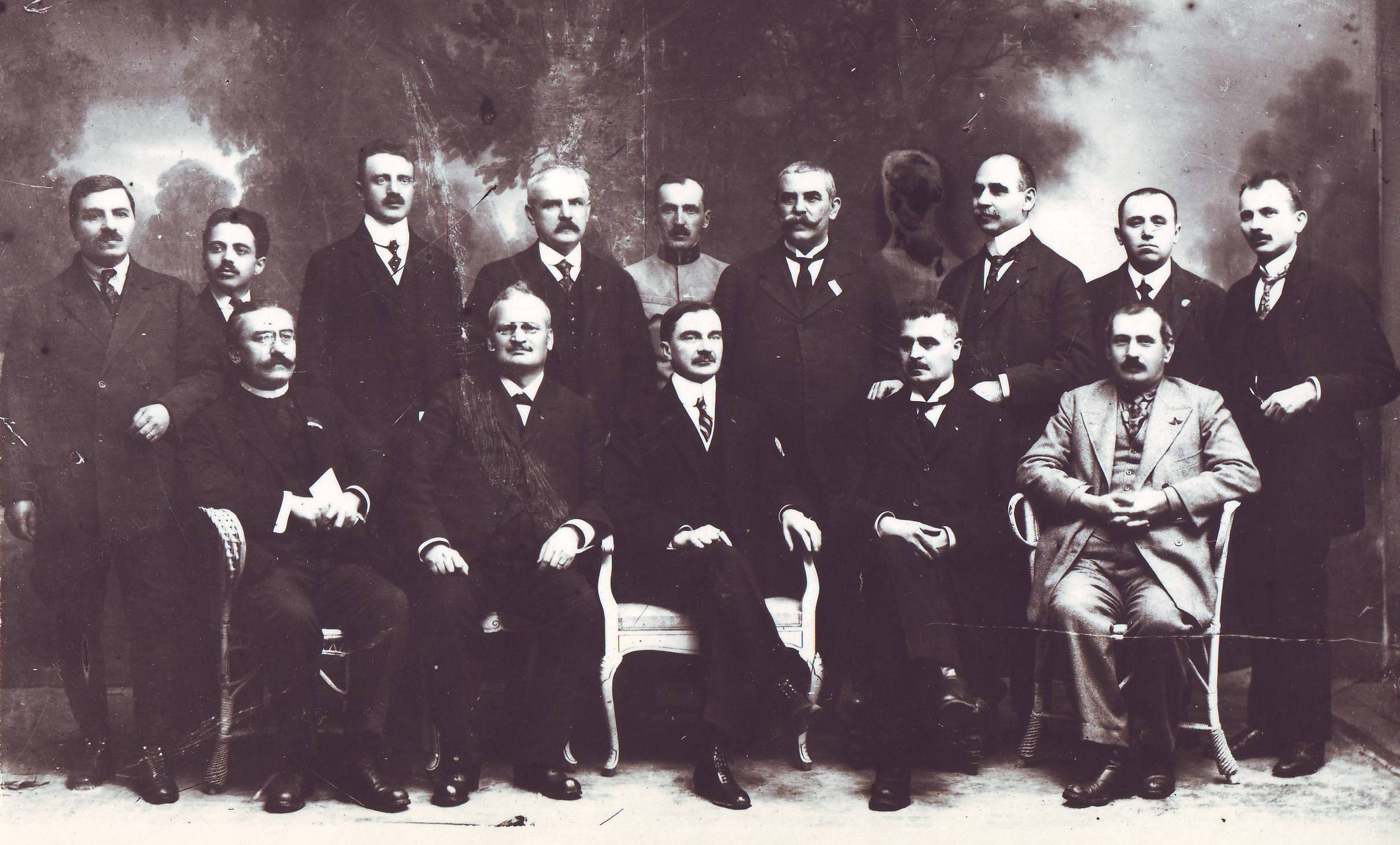
Il direttorio della Transilvania, composto da rappresentanti rumeni della regione, arrivò a controllarlo. Iuliu Maniu, seduto al centro, il principale rappresentante rumeno, rifiutò di accettare le proposte di Jászi e chiese la secessione e l'unione con la Romania

Oszkár Jászi, eminente sociologo e principale esponente dei radicali, fu nominato ministro delle nazionalità, sostenitore del federalismo, cercò di raggiungere un accordo con le minoranze che evitasse lo smembramento della nazione. Il governo cercò di coniugare, attraverso Jászi, il rispetto per il diritto all'autodeterminazione con il desiderio di mantenere l'integrità territoriale della nuova Ungheria indipendente, nonostante le scarse illusioni di successo. Un ostacolo al compromesso era la convinzione, anche dei politici più riformisti, della supremazia magiara sulle minoranze. Nonostante il sincero tentativo di Károlyi e Jászi di trasformare la precedente oppressione in una protezione delle nazionalità minoritarie, il proprio progetto non era privo di un certo paternalismo nei loro confronti. Nel tentativo di preservare l'unità territoriale, Károlyi si affidò anche al mantenimento dei postulati del presidente statunitense Woodrow Wilson, che avrebbero impedito eccessive richieste territoriali da parte dei Paesi vicini. Convinto che le rimostranze delle minoranze non fossero dovute all'oppressione magiara, ma all'applicazione di un sistema sociale e politico obsoleto da parte della nobiltà che aveva assoggettato sia i magiari che le minoranze, egli riteneva che le innovazioni politiche, sociali e culturali avrebbero posto fine a tali rimostranze.
Jászi, che aveva pianificato di riformare lo Stato secondo il modello della Confederazione Elvetica, raggiunse presto Arad per avviare i colloqui con gli esponenti nazionalisti rumeni di spicco in Transilvania, operazione iniziata il 12 novembre. Due giorni dopo, il principale politico rumeno della Transilvania, Iuliu Maniu, si presentò ai colloqui e difese la posizione secondo cui l'autodeterminazione significava il raggiungimento della sovranità nazionale, ma solo per la popolazione culturale rumena. Al resto delle comunità era stata promessa solo un'ampia autonomia culturale; una simile scelta fu dovuta al fatto Maniu era a conoscenza del trattato segreto di alleanza tra la Romania e la Triplice Intesa, il quale prometteva a quest'ultima l'annessione della Transilvania e per questo rendeva impossibile stipulare un accordo con la delegazione magiara. Il fallimento dei negoziati ad Arad deluse e indignò l'opinione pubblica magiara, con praticamente tutta la stampa, inclusa quella socialista, che urlò un grido in difesa dell'integrità territoriale dell'Ungheria secondo i confini austro-ungheresi.
Il governo di Praga interferì con i successivi negoziati di Jászi con il politico slovacco Milan Hodža, in quanto non riconosceva quest'ultimo come legittimo rappresentante degli slovacchi. Nel frattempo, le truppe ceche avanzarono attraverso il territorio slovacco, con il primo ministro cecoslovacco, Karel Kramář, il quale affermò che ciò avvenne su invito degli slovacchi e per evitare l'anarchia di fronte al ritiro dell'amministrazione ungherese. I negoziati di Jászi non ebbero alcuna possibilità di realizzarsi di fronte al riconoscimento da parte dell'Intesa della neonata Repubblica Cecoslovacca, già prima dell'inizio della conferenza di pace di Parigi del 1919.

#### Violazione dei confini

Territorio sotto il controllo della nuova repubblica alla fine della sua esistenza, nella primavera del 1919

Il governo di Károlyi riuscì a firmare il 9 novembre 1918 un armistizio con la Triplice Intesa a Belgrado. In quest'occasione furono tracciati dei confini provvisori per separare le truppe ungheresi da quelle cecoslovacche, rumene e serbe (presto jugoslave). Queste ben presto attraversarono le linee di demarcazione, con l'approvazione dell'alto comando dell'Intesa. Il governo non poteva contare su un esercito capace: in parte per la fatica bellica del dopoguerra, in parte per la disorganizzazione interna e anche per il pacifismo del governo stesso, non c'erano infatti forze armate su cui Károlyi potesse fare affidamento per contrastare le aggressioni degli Stati vicini.

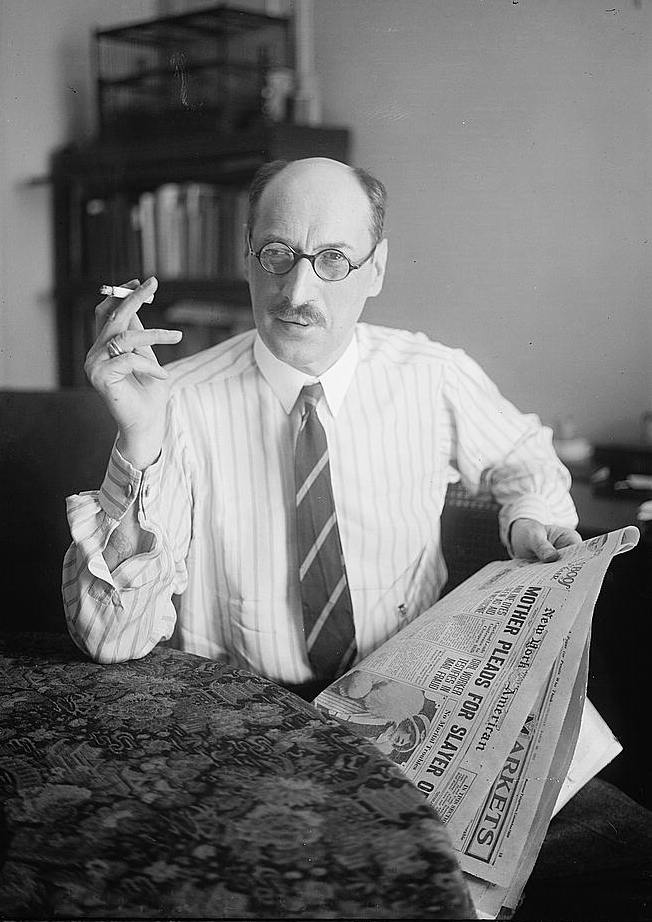
Il primo ministro e poi presidente della repubblica, Mihály Károlyi, provò a riformare profondamente il nuovo Paese e a instaurare un governo democratico, cercando invano di mantenere l'integrità territoriale secondo i vecchi confini. Il suo progetto venne infatti ostacolato dal forte nazionalismo e dall'ostilità della Triplice intesa

Quando il Ministro delle Nazionalità iniziò i negoziati con i rumeni ad Arad, a metà novembre, l'amministrazione e l'esercito magiari erano scomparsi dalla regione e le truppe rumene avevano già attraversato il confine con i Carpazi. Si stavano costituendo milizie rumene e i comitati nazionali rumeni controllavano già numerose località. Il 1º dicembre 1918, l'assemblea nazionale dei rumeni della Transilvania proclamò l'unione con la Romania. Le truppe rumene attraversarono quindi il fiume Mureș (in ungherese Maros) e occuparono il territorio scatenando una guerra in virtù di quanto loro promesso nell'accordo segreto del 1916. Il governo di Budapest, preso alla sprovvista da quest'aggressione, protestò apertamente, ma il 23 dicembre il colonnello Vix, rappresentante della Triplice Intesa a Budapest, informò il gabinetto di Károlyi dell'intenzione dell'associazione di Stati per cui lavorava di consentire l'occupazione rumena dei territori contesi. A gennaio l'avanzata rumena si interruppe e i confini assunsero una diversa fisionomia rispetto al passato. Nel frattempo, il governo ribadì con fermezza il proprio disappunto per l'avanzata delle truppe jugoslave oltre le linee tracciate a Belgrado a novembre. Su tutti e tre i confini, sia l'amministrazione militare che quella civile (quest'ultima nonostante le disposizioni dell'armistizio) passarono nelle mani delle potenze occupanti. Il 25 gennaio 1919, all'armistizio fu inserito un protocollo aggiuntivo che ribadiva la natura militare e non politica dei confini provvisori, ma senza che ciò comportasse un qualche cambiamento. Nello stesso contesto, il 25 dicembre 1918 fu proclamata l'autonomia della Rutenia, segno della sua debolezza politica, che le impediva di optare per l'indipendenza come altre nazionalità più potenti.
La Triplice Intesa, sulla base del riconoscimento della Cecoslovacchia, richiese l'evacuazione dei territori slovacchi causando l'ennesima protesta del governo ungherese, il quale, constatata la debolezza militare, non poté fare altro che ricordare con rabbia le violazioni dell'atto firmato a Belgrado. L'Intesa replicò il 10 gennaio 1919, sostenendo che esso poteva trovare applicazione solo con riguardo alle frontiere orientali e meridionali, mentre quella settentrionale era esclusa. A metà gennaio 1919, la presa dei territori slovacchi da parte delle truppe ceche era stata completata.

#### Indebolimento del governo e caduta
Già nel discorso di Capodanno di Károlyi si manifestò la crescente disillusione del governo nei confronti della dura realtà politica, che imponeva il nazionalismo come soluzione e lasciava l'Ungheria chiaramente dalla parte dei perdenti nella guerra.
A metà gennaio, i proclami del gabinetto dimostrarono il suo disfattismo e presto si passò a sostenere i plebisciti come metodo per risolvere le differenze territoriali con i Paesi vicini; la proposta fu però respinta. Più o meno nello stesso periodo, la destra radicale si lasciò andare a una retorica contraria ai moderati, spingendo il governo a mettere al bando sia i radicali di sinistra che quelli di destra. A febbraio ebbe luogo l'arresto dei principali esponenti comunisti e il loro partito fu messo al bando, così come un'associazione di estrema destra. Nonostante le sue trame, incapace di organizzarsi e di presentare un programma che facesse appello alla maggioranza della popolazione, la destra radicale non fu in grado di approfittare della crescente debolezza del governo, a differenza dei comunisti, che erano molto meno numerosi ma meglio organizzati e con obiettivi più ampiamente sostenuti.
A marzo il governo Károlyi e i suoi alleati della cosiddetta Rivoluzione d'ottobre avevano perso completamente le loro illusioni e già il 2 marzo lo stesso presidente Károlyi - nominato alla carica il 10 gennaio 1919 - sollevò la possibilità di tentare di liberare il Paese con la forza, visto il fallimento dei successivi negoziati. La mancanza di forze armate e il disordine interno rendevano questa proposta impraticabile. L'intellighenzia e il proletariato, radicalizzati dalle difficoltà del dopoguerra e dalla lentezza delle riforme, divennero sempre meno entusiasti nel sostenere il governo. Anche i contadini, privati della tanto agognata riforma agraria e talvolta duramente repressi, persero la loro fiducia in Kaárolyi. La situazione si radicalizzò, con il risultato che la forza dell'estrema sinistra e dell'estrema destra crebbe e l'esecutivo fu indebolito dai fallimenti della politica estera e dalla mancanza di riforme interne.
Il 20 marzo, il colonnello Vyx presentò una nuova richiesta sotto forma di ultimatum; le truppe magiare avrebbero dovuto ritirarsi su una nuova linea di separazione con i rumeni a loro favorevole. Entrambi gli eserciti sarebbero stati separati da una zona neutrale che includeva regioni chiaramente magiare, come le città di Debrecen e Seghedino. Incapace di accettare una nuova cessione territoriale, il governo cedette il potere a una coalizione di comunisti e socialisti, che il giorno seguente proclamò la nascita della Repubblica Sovietica Ungherese.

### Governi provvisori (1919-1920)
Dopo la dissoluzione della Repubblica Sovietica Ungherese il 1º agosto 1919, quella popolare tornò in essere e il potere passò nelle mani dei socialdemocratici sindacali, i quali costituirono un gabinetto guidato da Gyula Peidl. Quest'ultimo aspirava a ripristinare la democrazia in Ungheria annullando i decreti rivoluzionari. La sua situazione era delicata, considerando che le potenze alleate non lo riconoscevano, la popolazione lo accoglieva con ostilità e le unità romene erano alle porte di Budapest. Pochi giorni dopo, il 6 agosto e con metà della capitale nelle mani dell'esercito rumeno, occupata nonostante la volontà degli Alleati, un gruppo di controrivoluzionari rovesciò Peidl e lo destituì. I suoi tentativi di soddisfare gli Alleati includendo elementi borghesi non si rivelarono particolarmente efficaci.
István Friedrich, che aveva partecipato al governo della repubblica durante il mandato di Károlyi, mantenne la presidenza del nuovo Consiglio dei ministri, mentre l'arciduca Giuseppe Augusto d'Asburgo-Lorena, lontano cugino dell'ultimo imperatore, rivestì la carica di capo di Stato ad interim.